# MF Jan Śniadecki
MF Thalassitis ex Jan Sniadecki ex Jan Śniadecki – polski prom samochodowo-kolejowy typu RO-RO.
Prom zbudowany został w szwedzkiej stoczni Falkenbergs Varv na zamówienie Polskich Linii Oceanicznych. Położenie stępki miało miejsce 7 października 1986 roku, wodowanie odbyło się 21 lutego 1987 roku, a przekazanie do eksploatacji było 15 kwietnia 1988 roku. W 1991 przeszedł do powstałej na bazie szczecińskiego oddziału PLO Euroafriki; od 1995 operatorem jednostki był Unity Line. W tym też czasie statek został sprzedany firmie Balfer Co LTD i przeniesiony pod banderę cypryjską a jego portem macierzystym został Limassol. 24 października 2019 statek po dotarciu ze Świnoujścia do portu Ystad w Szwecji, zderzył się z betonowym nabrzeżem. Zarówno statek, jak i nabrzeże uległy uszkodzeniu.
Od początku swojej służby morskiej pływał w czarterze początkowo PKP, później PKP Cargo na linii Świnoujście – Ystad i wykorzystywany jest do przewozu TIRów i wagonów kolejowych. Posiada 1175-metrowej długości linię ładunkową, w tym 5 torów kolejowych o łącznej długości 615 m. Prom nie zabierał zwykłych pasażerów; kabiny na jego pokładzie przeznaczone były tylko dla kierowców i obsługi ciężarówek.
13 stycznia 1993 roku na Bałtyku doszło do tragicznego sztormu, w wyniku którego zatonął statek Jan Heweliusz. W trakcie akcji ratunkowej załoga statku Jan Śniadecki aktywnie uczestniczyła w poszukiwaniach i pomocy.
Prom zakończył swoją służbę na linii Świnoujście – Ystad po 35 latach i został sprzedany do nowego właściciela. Przekazanie statku nastąpiło do 20 stycznia 2024 roku, jeszcze w porcie w Świnoujściu. Tam też zmieniono nazwę na Thalassitis. 